# 캠프 데이비드 협정
캠프 데이비드 협정(Camp David Accords)은 캠프 데이비드에서 12일간 비밀적 협상들에 이어 1978년 9월 17일 안와르 사다트 이집트 대통령과 메나헴 베긴 이스라엘 총리에 의하여 조인되었다. 2개의 협정들은 백악관에서 조인되었고, 지미 카터 미국 대통령에 의하여 목격되었다. 이 일은 이스라엘이 자신의 국경들을 넓혀 이집트, 요르단과 시리아의 일부를 점령할 때 1967년 이스라엘과 아랍 이웃 나라들 사이의 시초적 전쟁인 제3차 중동 전쟁과 1973년 욤키푸르 전쟁에 이어 1947년 이스라엘 국가의 창조를 둘러싼 진행 중의 문제들을 해결하는 노력에서 첫 외교적 성공을 대표하였다. 그 일은 이슬람 아랍 국가가 이스라엘을 인정하고 외교와 경제적 관계들을 정상화하는 데 처음으로 보았다.
비판들은 그 일이 이집트 만을 연루한 이래 캠프 데이비드 협정이 제한된 개발이었다고 말한다. 하지만 당시 그 일은 성과를 거두는 데 외교적 주도권일 뿐이었고, 1994년 이스라엘 - 요르단 평화 조약에 의하여 따라진 팔레스타인의 국가 권한의 설립으로 이끈 1993년 오슬로 협정으로 자극과 용량을 둘다 주었다.
아랍 세계 안에서 숙고적인 지위를 즐긴 이집트의 지도자들은 이스라엘을 둘러싸는 복잡한 논쟁들, 이웃 국가들과 이스라엘의 관계와 이스라엘에 의하여 점령된 영토 안에서 정의를 위하여 강제 퇴거된 팔레스타인 사람들의 요구들과 자신들 소유의 국가를 해결에 향하는 이 단계를 택하는 데 용기가 있었다. 이 진행은 이스라엘을 파괴시키는 데 어떤 아랍 무슬림들의 욕망에 의하여 더욱 복잡해지게 만들어져 영토를 반환하는 데 안정의 완충으로서 지낸 이스라엘의 반항으로 이스라엘의 국방 시스템을 강화하였다. 하지만 이 협정은 또한 수에즈 운하의 재개에 결과를 가져온 이스라엘이 이집트에 시나이반도를 반환하는 데 동의한 이래 평화를 위하여 대지의 원칙을 설립하기도 하였다. 이집트와 이스라엘은 둘다 조약으로 연결된 미국의 원조로부터 지속적으로 이익을 얻었다.
협정에 중심 인물들인 사다트와 베긴은 둘다 거대한 정치적 모험을 가져갔다. 후에 사다트는 1981년 이스라엘과 평화를 반대한 이슬람 급진파에 의하여 암살되었다. 아직 평화 진행을 앞으로 움직이는 캠프 데이비드 협정은 명확하게 역사적, 진보적과 긍정적 사건으로서 이해되었다.

## 배경

제3차 중동 전쟁의 영토들

1977년 1월 20일 직무에 취한 지미 카터 대통령은 미국에서 열린 1976년 대통령 선거 운동을 통하여 구실된 중동의 평화 진행을 회복시키는 데 이동하였다. 브루킹스 연구소 보고의 충고에 이어 카터는 이해력있고, 다각적인 접근과 함께 1973년 욤키푸르 전쟁에 이어 헨리 키신저의 왕복 외교의 특성을 나타낸 증대하고 쌍무적인 평화 회담을 대체하는 데 선택하였다. 이 새로운 접근은 1973년 제네바 회의의 재집합을 요구하였고, 이번에는 최종의 정착을 협상하는 희망에서 팔레스타인의 사절단과 함께였다.
카터는 또한 아무 평화 협정을 실행할 수 있도록 만드는 데 자신이 의지해야 할 국가 원수들을 방문하는 데 시간을 낭비하지 않았다. 직무에서 자신의 첫해의 말기에 그는 이미 이집트의 안와르 사다트, 요르단의 후세인 1세, 시리아의 하페즈 알아사드와 이스라엘의 이츠하크 라빈을 만났다. 카터의 사이러스 밴스의 답사 회합들은 그에게 제네바 회의와 서안 지구를 포함한 전부의 전선들로부터 이스라엘군의 철수에 기초를 둔 평화 진행을 되살리기 위하여 기초적 계획을 주었다. 1977년 5월 총선에서 장기적으로 지배한 이스라엘 노동당이 메나헴 베긴의 리쿠드당에게 파괴적인 패배와 함께 이스라엘에서 정치적 상황은 극적인 격변을 겪었다. 베긴이 공식적으로 회의의 재집합에 호의를 보이는 동안 팔레스타인의 출석을 받아들이기까지 하여 이스라엘과 결국적으로 또한 사다트가 강하게 쌍무적인 회담들을 오히려 좋아하였다. 더욱 일찍이 베긴은 시나이반도를 반환하는 데 반대하지 않아왔으나 주요 훗날의 장애물은 서안 지구에 통치를 양도하는 숙고에 그의 굳은 거부였다.

### 사다트의 평화 발의권
안와르 사다트 대통령은 제네바 평화 진행의 통로는 물질보다 더욱 과시였고, 진보적이 아니며 부분적으로 시리아와 불동의 때문이었다는 것을 느꼈다. 그는 또한 카터와 회담 후에 이스라엘을 누르는 데 미국에서 신임이 없었다. 11월 그는 이스라엘을 방문하는 데 첫 아랍 수뇌가 되어 절대적으로 이스라엘을 인정하였다. 행위는 이집트가 집단적인 아랍 세계의 이익들에 보다 그 자신의 이익들에 더욱 전념하기 시작해야 할 확신과 이스라엘과 협정이 이스라엘과 그 아랍 이웃 국가들 사이에 비슷한 협정들을 촉진시키고 팔레스타인의 문제를 해결하는 도움을 주는 희망인 고통적인 이집트의 경제를 향상시키는 것에 미국의 도움을 협력하는 데 열의로부터 일어났다. 사다트 혹은 카터가 희망한 것이 아니었어도 사다트의 평화 발의권에 베긴 총리의 응답은 이집트의 지도자를 종사시키는 데 기꺼이 하는 마음을 논증하였다. 사다트처럼 베긴도 또한 왜 쌍무적인 회담들이 자신의 국가의 최고 이익들일 것인가에 많은 이유들을 보았다. 그 일은 이스라엘이 환영받지 못하거나 받아들일 수 없는 요구들을 만드는 데 그 크기를 이용할 것 같은 더욱 큰 아랍의 사절단들 대신 이집트 만과 협상하는 데 기회를 제공하였다. 추가로 지도자들 사이에 직접 협상들의 개시 - 정상 외교는 이스라엘의 장기적으로 신분의 목적인 그 아랍 이웃 국가들로부터 이집트를 고립시키려고 하였다.

## 회담들

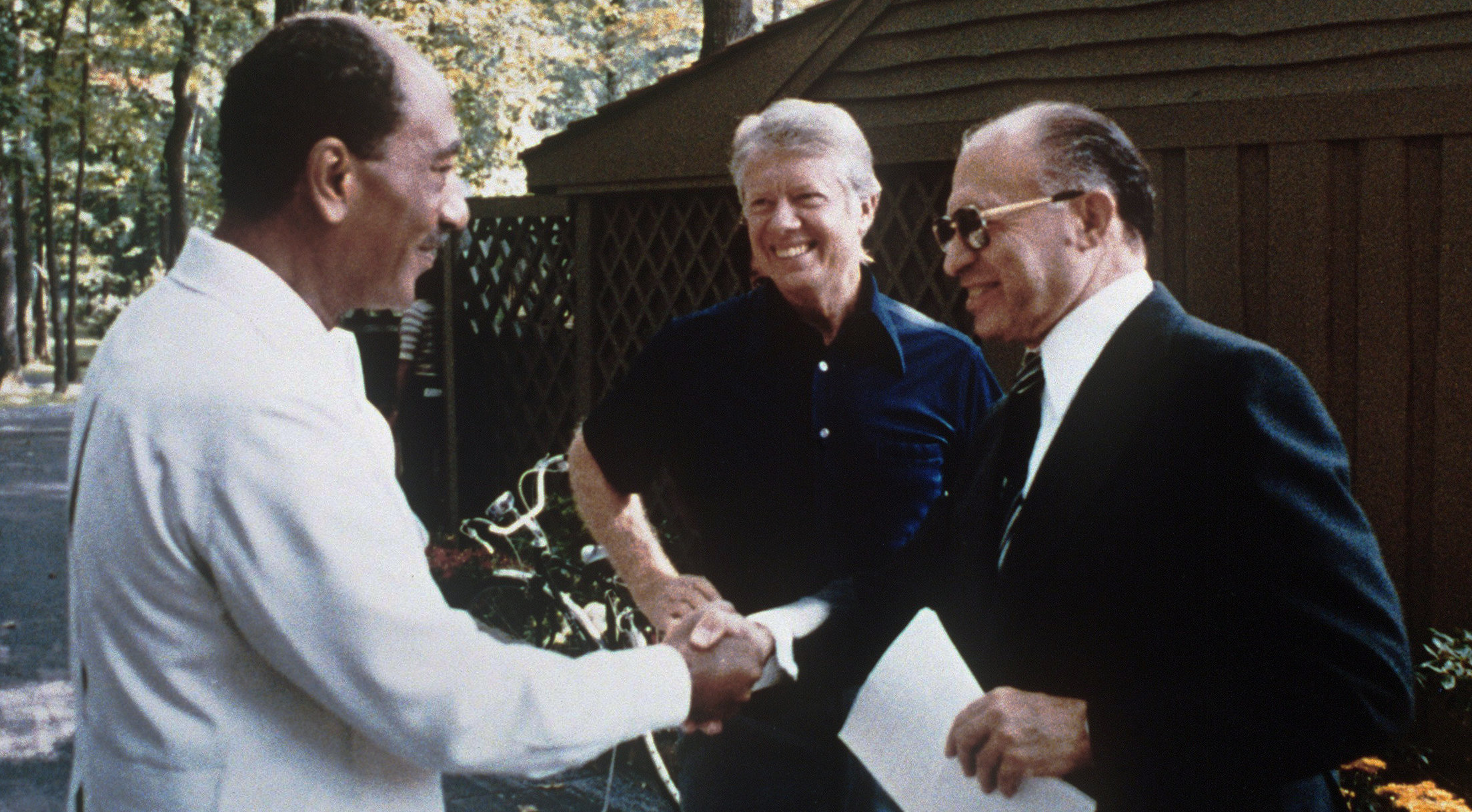
캠프 데이비드에서 사다트와 베긴

자신들의 유능한 협상적인 팀들과 마음 속에 자신들의 존경적인 흥미들에 의하여 동행된 양지도자는 1978년 9월 5일부터 17일까지 13일간의 긴장하고 극적인 협상들로 캠프 데이비드에 모였다. 전부의 기사들에 의하면 카터의 평화를 이루는 냉혹한 추진력과 협정에 도달 없이 떠나는 데 2명의 지도자들을 허용하는 데 그의 마음내키지 않음은 회담들의 성공에서 결정적인 역할을 하였다. 다수의 시간에 이집트와 이스라엘 양국의 지도자들은 협상들을 다투기 원하여 카터로부터 개인적 호소들에 의한 진행으로 도로 불러들이는 것만이었다. 베긴과 사다트는 자신들이 직접 드물게 연락을 한 서로를 향한 상호 반감을 가졌으며, 카터는 하나의 오두막에서 사다트 혹은 베긴과 1 대 1의 회담을 지니면서 자신 소유의 왕복 외교의 소규모 형성을 지휘하여야 했으며, 그러고나서 자신의 토론의 내용에 의지하는 데 제 3자의 오두막으로 돌아왔다.
특히 어려운 상항이 회담의 10일째에 올라왔다. 시나이반도로부터 이스라엘의 철수 논쟁들과 서안 지구의 신분은 막다름으로 보인 것을 창조하였다. 베긴과 사다트는 "문자상으로 말하는 조건"이 아니었다. 응답에서 카터는 시나이반도로부터 전부의 정착지들의 철수에 사다트의 적은 논쟁적 직위를 옹호하는 동안 베긴에게 서안 지구의 논쟁을 인정하면서 협정을 횡령하는 시도의 선택을 가졌다. 혹은 그는 회담들을 지속하는 데 거부할 수도 있었으며 그들의 실패를 위한 이유들을 보고하였고 비난의 주력을 견디는 데 베긴을 허용하였다. 카터는 지속적으로 회담을 하는 데 선택하였고, 마지막으로 협정이 가능할 때까지 협상되고, 강요되고, 보증되고 청원된 3일을 더 끌었다. 결과는 캠프 데이비드 협정이었다.

## 협정의 조건들

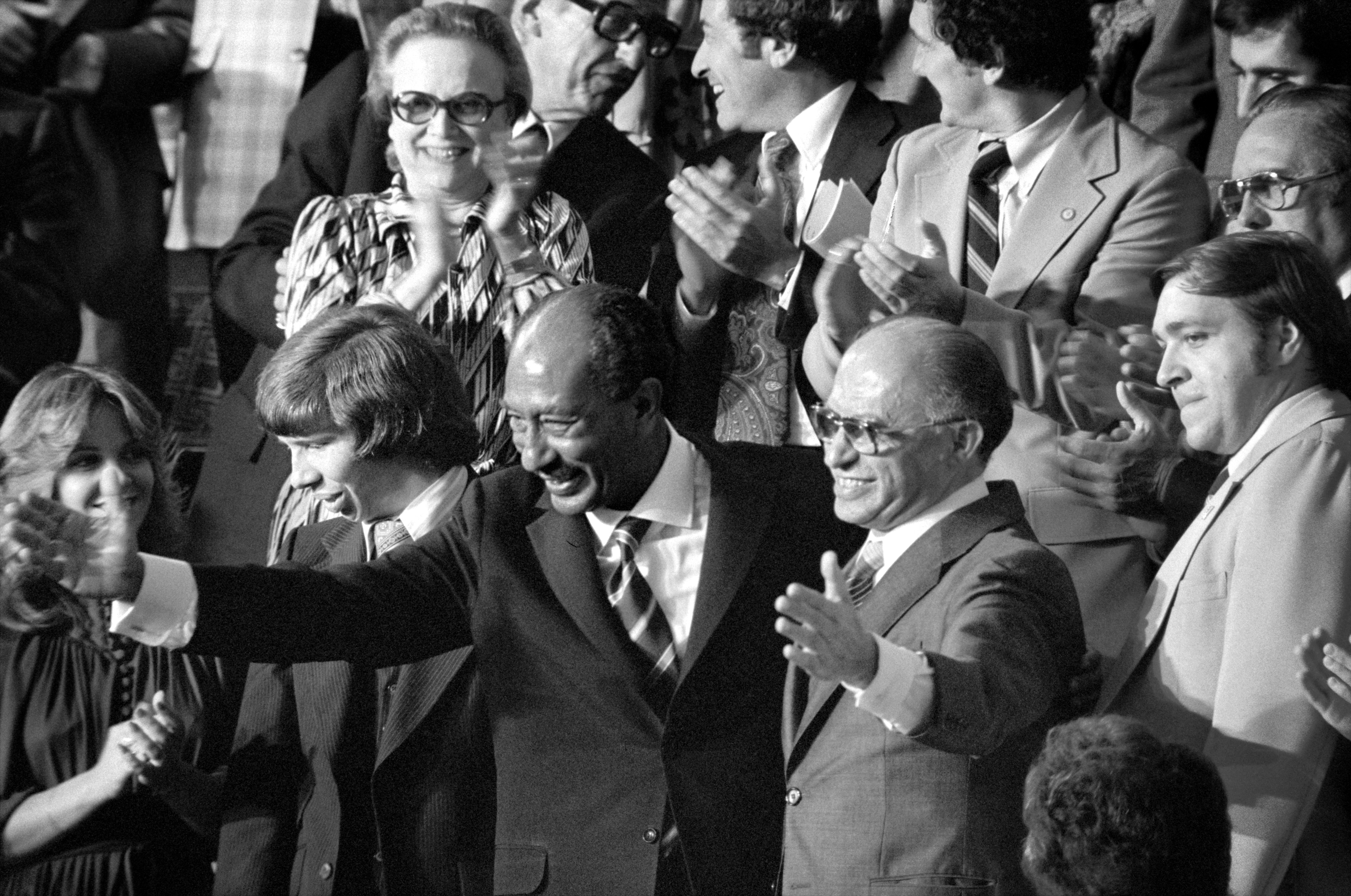
카터 대통령에 의하여 캠프 데이비드 협정의 결과가 선언되는 동안 워싱턴 D. C.에서 열린 상하 의원 합동 회의에서 사다트와 베긴

2개의 캠프 데이비드 협정들이 있었는 데 중동에서 평화를 위한 체제와 1979년 3월 이집트 - 이스라엘 평화 조약을 향하여 이끈 양국간의 평화 조약의 결론을 위한 체제였다. 협정들과 평화 조약은 둘다 이집트와 미국, 그리고 이스라엘과 미국 사이의 이해의 "편의 위임장"에 의하여 동행되었다.
첫 협정은 3개의 부분들을 가졌다. 첫 부분은 서안 지구와 가자 지구에서 자치권이 있는 자율 정부의 권한을 설립하고, 유엔 안전 보장 이사회의 결의문 242호를 완전히 실행하는 데 협상을 위한 체제였으며 1996년에 설립된 팔레스타인 국가 권한을 예상하였다. 그 일은 시리아에 근심을 가진 협정들보다 적게 명황하였고, 후에 이스라엘, 이집트와 미국에 의하여 다르게 해석되었다.
두번째 부분은 이집트 - 이스라엘의 관계들과 다루어 실재하는 내용이 2번째 협정에 지내왔다. 3번째 부분 "연합 원리"는 이스라엘과 그 아랍 이웃 국가들 사이에 관계들로 신청해야 할 원리들을 선언하였다.
두번째 협정은 특히 시나이반도의 미래를 결정한 6달 후에 평화 조약을 위한 기초를 개설하였다. 이스라엘은 시나이반도로부터 군인들을 철수하고, 이집트와 정상의 외교 관계들을 위하여 이집트에게 되돌려주고, 수에즈 운하와 다른 가까이 있는 수로들을 통하는 데 통행의 자유와 이스라엘로부터 특히 20 ~ 40km 안에서 시나이반도에 이집트가 주둔시킬 수 있던 군인들의 제한을 보증하는 데 동의하였다. 이스라엘은 또한 이집트 국경으로부터 더욱 작은 거리에 그 군인들을 제한시키고, 이집트와 요르단 사이에 자유 통행을 보증하는 데 동의하기도 하였다.
협정들은 또한 이스라엘과 이집트 양국의 정부들로 한해의 감퇴들의 몇조 달러 가치로 미국이 위탁하는 결과를 가져오기도 하였다.

## 영향들

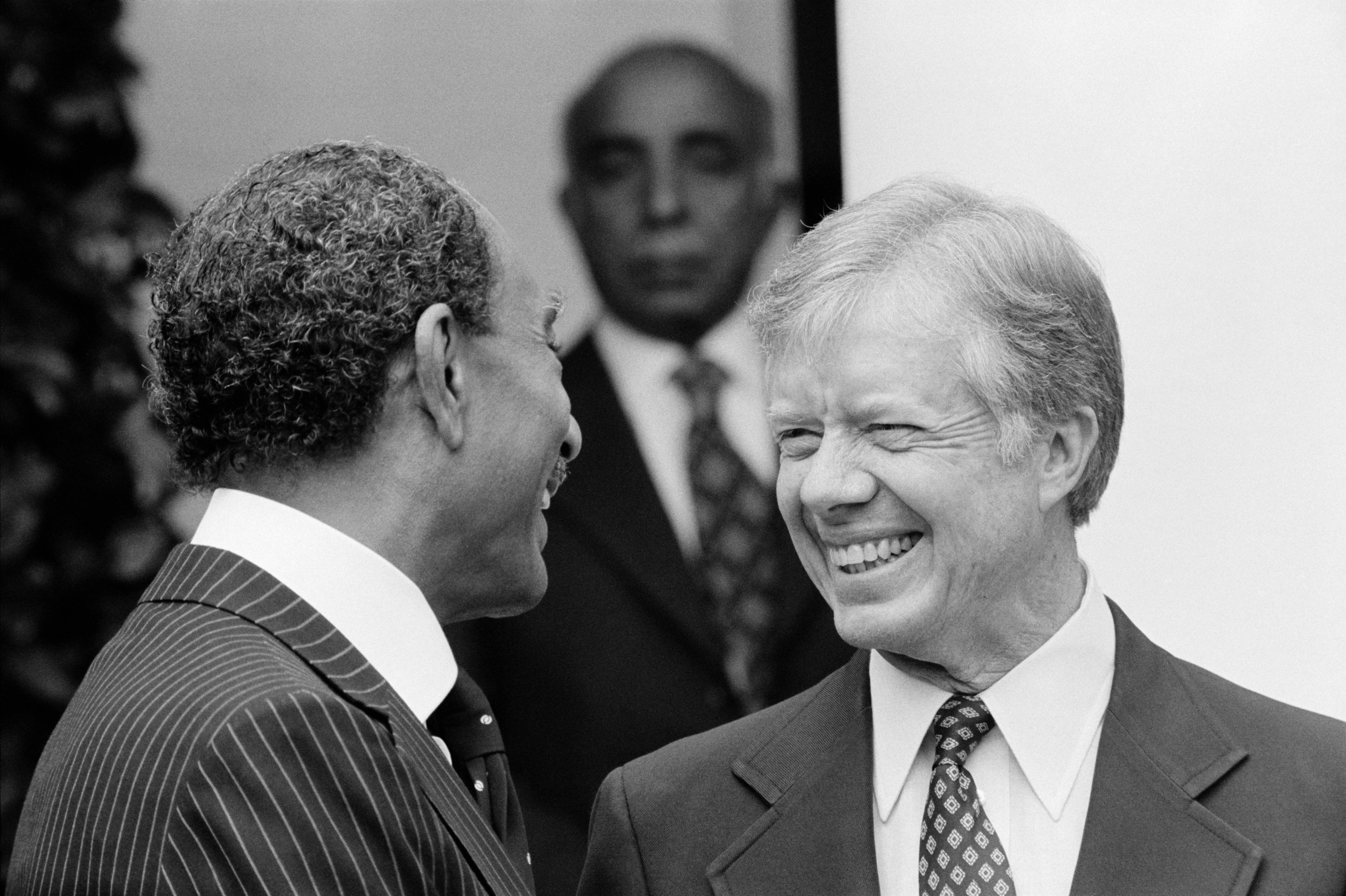
1980년 4월 8일 캠프 데이비드 협정의 결과가 효과적으로 나타난지 짧은 후에 백악관에서 카터 대통령이 사다트 대통령을 만나는 모습

캠프 데이비드 협정 이래 경과된 시간은 중동의 정치들에 자신들의 거대한 분파들로서 의심을 놓지 않았다. 가장 두드러지게 아랍 세계 안에서 이집트의 지각은 변하였다. 가말 압델 나세르 아래 아랍 세계의 군사의 가장 권력적이자 아랍 세계에서 지도력의 역사와 함께 이집트는 아랍의 이익들을 향상시키는 데 다른 아랍 국가들보다 더욱 많은 세력을 가졌다. 팔레스타인의 자치 정부의 권리들로 이스라엘의 인정을 위하여 요구적인 거대한 양보 없이 평화 조약을 체결한 사다트의 민첩은 1981년 그의 암살 사건을 가져오는 데 아랍 세계에서 충분한 증오를 자극하였다.
또한 캠프 데이비드 협정은 이스라엘에 반대에서 연합한 아랍 전선의 분열을 자극하였다. 이집트의 재편성은 한번 제 2차적으로 숙고에서 이라크의 사담 후세인이 채우기를 희망한 권력의 고립 상태를 창조하였다. 그의 야망들은 그가 이웃하는 이란의 침공에 명령을 내릴 때 1980년 보이게 되어 후에 1990년 쿠웨이트 침공으로 이끈 사건들의 일련을 시작하여 그러고나서 최후적으로 2003년 그 자신의 정권에서 쫓겨났다.
마지막으로 그 전부의 가장 큰 영향들은 아랍 - 이스라엘 분쟁의 참가자들의 심리학에 있을 것이다. 캠프 데이비드에서 베긴, 사다트와 카터의 성공은 다른 아랍 국가들에게 논증하였고, 이스라엘과 협상들이 전달과 협동에서 일관된 노력들 만으로부터 결과를 가져오는 진행이 가능했던 권리를 주었다. 팔레스타인 해방 기구와 이스라엘 사이에 오슬로 협정의 실망적인 체결에 불구하고, 그리고 이듬해 이스라엘 - 요르단 평화 조약이 이스라엘과 완전히 관계들을 정상화하지 않았어도 이 의미있는 양개의 발달들은 캠프 데이비드 협정에 의하여 세워진 정지 조건 없이 일어나는 약간의 기회를 가졌다.

## 같이 보기
- 1948년 아랍-이스라엘 전쟁
- 아랍-이스라엘 분쟁
- 이스라엘-팔레스타인 분쟁